# Weißschwanz-Rabenkakadu
Weißschwanz-Rabenkakadu (Zanda latirostris, Synonym: Calyptorhynchus latirostris), auch Carnabys Weißohr-Rabenkakadu oder 
Weißschwanz-Rußkakadu genannt, ist eine in Australien vorkommende Papageienart. Die Art zählt zu der Gattung der Rabenkakadus. Obwohl sie auch im Stadtgebiet von Perth beobachtet werden können, handelt es sich bei Weißschwanz-Rabenkakadu um eine verhältnismäßig seltene Art. Zu dem Bestandsrückgang dieser Art haben umfangreiche Baumrodungen im Verbreitungsgebiet der Art beigetragen. Weißschwanz-Rabenkakadus sind als Höhlenbrüter auf einen ausreichend alten Baumbestand angewiesen. Das Verbreitungsgebiet dieses Kakadus liegt im sogenannten Weizengürtel, einem intensiv landwirtschaftlich genutzten Teil im Südwesten Australiens.
Weißschwanz-Rabenkakadus sind tagaktive Papageien, die kurz nach Tagesbeginn ihre Schlafbäume verlassen und in ihre Nahrungsgründe fliegen. Während der Mittagszeit ruhen sie in Bäumen und zeigen einen zweiten Aktivitätshöhepunkt erst am Nachmittag. Sie ernähren sich in erster Linie von Samen und bevorzugen dabei die der Silberbaumgewächse und Schraubenbäume. Sie fressen aber auch die Samen der in Australien eingeführten Kiefern. Zu ihrem Nahrungsspektrum gehören außerdem Früchte, Blüten, Knospen und Insektenlarven.

## Erscheinungsbild
Weißschwanz-Rabenkakadu erreichen eine Körperlänge von etwa 55 Zentimeter und wiegen zwischen 540 und 790 Gramm. Das Gefieder ist grauschwarz, wobei die Körperunterseite vor allem im hinteren Bereich des Körpers etwas matter und bräunlicher gefärbt ist. Die Körperfedern sind schmal grauweiß gesäumt, was dem Vogel insgesamt ein geschupptes Aussehen verleiht. Namensgebend sind die grauweißen Ohrendecken. Wie bei vielen anderen Rabenkakadus weisen auch bei Weißschwanz-Rabenkakadu die äußeren Steuerfedern eine Querbinde in der hinteren Hälfte auf. Diese ist bei Weißschwanz-Rabenkakadu weiß.
Die Männchen der Weißschwanz-Rabenkakadus haben einen kräftigen, grauschwarzen Schnabel, eine dunkelbraune Iris und einen rosa-fleischfarbenen Augenring. Bei den Weibchen ist der Schnabel hornfarben und lediglich die Spitze ist grauschwarz. Der Augenring ist grau. Die weißen Ohrendecken sind etwas größer und weniger deutlich gegenüber dem übrigen Kopfgefieder abgegrenzt. Jungvögel ähneln den adulten Weibchen. Sie sind am einfachsten anhand ihrer regelmäßig wiederholten rauen Bettelrufe sowie der noch glatten Schnabeloberfläche zu identifizieren. Noch nicht geschlechtsreife Männchen haben einen dunklen Oberschnabel, während der Unterschnabel noch hornfarben ist.
Eine Verwechslungsmöglichkeit besteht mit dem Langschnabel-Rabenkakadu. Das Verbreitungsgebiet beider Arten überlappt sich geringfügig und beide haben weiße Ohrendecken sowie eine weiße Querbinde auf den äußeren Steuerfedern. Weißschwanz-Rabenkakadu hat jedoch einen breiteren Schnabel mit einer stumpferen Spitze des Oberschnabels. Dies ist jedoch nur eindeutig zu erkennen, wenn man sich dem Kakadu entsprechend nähern kann. Der einzige weitere Kakadu mit einem dunklen Gefieder, der in Westaustralien vorkommt, ist der Rotschwanz-Rabenkakadu- dieser hat jedoch je nach Geschlecht eine rote oder gelbe Querbinde auf den Steuerfedern.

## Verbreitungsgebiet und Lebensraum

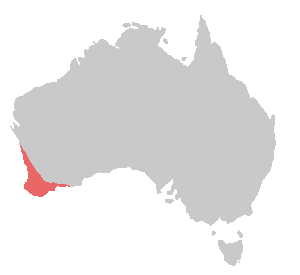
Verbreitungskarte

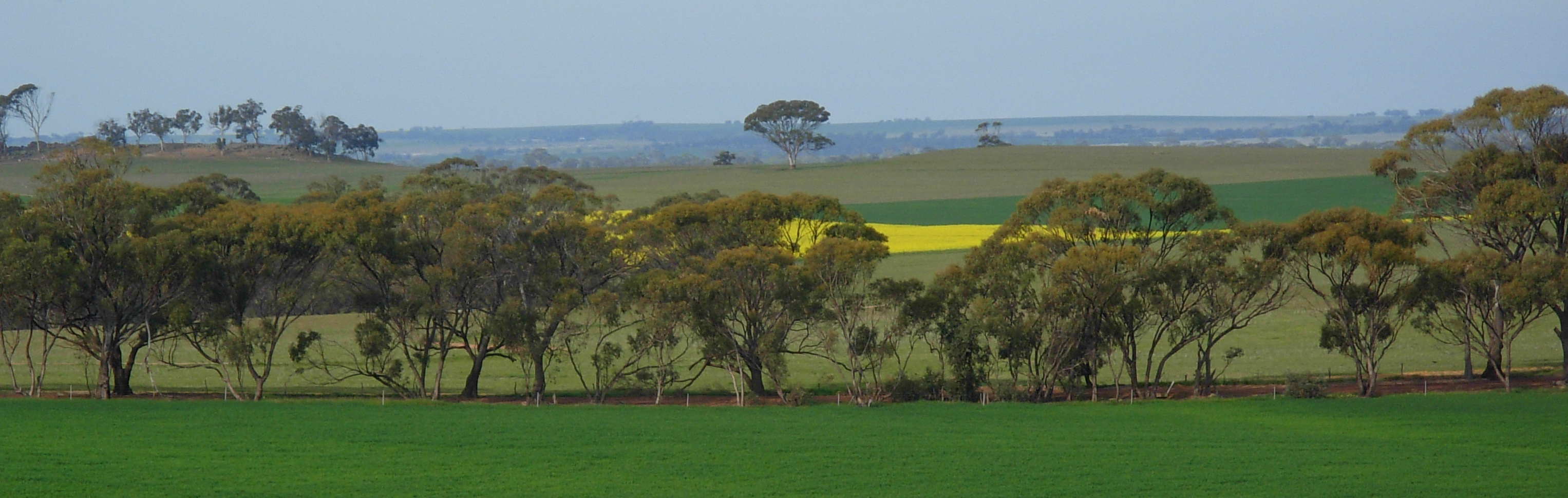
Landschaft des australischen Weizengürtels – durch Eingriffe des Menschen hat sich hier der Lebensraum von Weißschwanz-Rabenkakadus stark verändert

Weißschwanz-Rabenkakadus kommen ausschließlich im äußersten Südwesten Australiens vor. Ihr Brutgebiet ist weitgehend allopatrisch mit Langschnabel-Rabenkakadu. Ihr jeweiliges Verbreitungsgebiet ist weitgehend durch die 750-mm-Jahres-Isohyte voneinander getrennt. Weißschwanz-Rabenkakadu ist damit ein Brutvogel im sogenannten Weizengürtel Australiens. In Regionen mit reichem Nahrungsangebot sind Weißschwanz-Rabenkakadus Standvögel. In den östlichen Gebieten und in den niederschlagsärmeren Regionen ihres Verbreitungsgebietes sind sie jedoch Zugvögel, die in den australischen Sommermonaten in das Küstengebiet abwandern.
Der Lebensraum von Weißschwanz-Rabenkakadus sind mit Silberbaumgewächsen und Strauchheide bestandene, semiaride Strauchsavannen. Im Randbereich dieser Savannen muss es Bestände mit hinreichend alten Bäumen der Eukapalyptus-Arten Eucalyptus wandoo und Eucalyptus salmonophloia geben. Außerhalb der Fortpflanzungszeit halten sie sich auch in etwas niederschlagsreicheren bewaldeten Regionen im Südwesten und überlappen sich in dieser Zeit mit dem Verbreitungsgebiet von Langschnabel-Rabenkakadu. In dieser Region gibt es allerdings keine Baumarten, die von Weißschwanz-Rabenkakadu als Brutbaum genutzt werden. Grundsätzlich nutzt der Weißschwanz-Rabenkakadu jedoch trockenere Wälder und Buschland als der Langschnabel-Rabenkakadu.
Weißschwanz-Rabenkakadus können auch in Anpflanzungen der in Australien eingeführten Kiefern beobachtet werden. Sie finden sich in Gärten, Parks, auf landwirtschaftlichen Nutzflächen sowie Obstanbauflächen ein.

## Verhalten
Weißschwanz-Rabenkakadus sind gesellige Vögel. Gewöhnlich kann man sie in Gruppen von mindestens drei Vögeln beobachten, gelegentlich auch in Schwärmen von mehreren hunderten Individuen. Dort wo reichlich Nahrung vorhanden ist, ist er gelegentlich auch mit dem Rotschwanz-Rabenkakadu und dem Langschnabel-Rabenkakadu vergesellschaftet. Ausgewachsene Vögel sind während der Nahrungssuche gewöhnlich wenig stimmfreudig, dagegen sind die noch abhängigen Jungvögel sehr ruffreudig.
Während der Nahrungssuche halten sie sich überwiegend in Baumwipfeln auf, sie kommen aber häufig auch auf den Erdboden, um dort nach Nahrung zu suchen. Ihre Fortbewegung auf dem Boden wirkt ungeschickt watschelnd. Ihr Flug ist dagegen lebhaft und majestätisch mit langsamen, weit ausholenden Flügelschlägen, der durch längere Gleitflüge unterbrochen ist. Wenn sie ihre Nahrungsplätze wechseln fliegen sie normalerweise hoch über den Baumwipfeln. Bevor sie sich in einem Baum niederlassen kreisen sie normalerweise über dem Wipfel. Beim Landen spreizen Weißschwanz-Rabenkakadus die Steuerfedern und die Haube.

## Bestand
Die Bestände von Weißschwanz-Rabenkakadus sind rückläufig. Im Brutareal dieser Art kam es zu umfangreichen Baumfällungen, da diese Region intensiv landwirtschaftlich genutzt wird. Etwa ein Drittel des Brutareals weist keine geeigneten Lebensräume für diese Art mehr auf. Die zunehmende Zerstörung geeigneter Brutbäume führt dazu, dass sich die Brutpopulation auf zunehmend wenige verbleibende Waldreste konzentriert. Die Vernichtung der Strauchheide rund um diese verbleibenden Waldbestände führt dazu, dass brütende Vögel nicht ausreichend Nahrung finden und die Reproduktionsrate zurückgeht. Der auf die australischen Papageien spezialisierte Ornithologe Joseph M. Forshaw bezweifelt die Validität von Bestandszahlen, sondern macht den Rückgang der Art vor allem an der rückläufigen Schwarmgröße fest: Bis zum Beginn der 1970er Jahre wurden regelmäßig Schwärme von Weißschwanz-Rabenkakadus beobachtet, die bis zu 5.000 Individuen umfassten. Zum Beginn des 21. Jahrhunderts sind Schwärme mit 1.000 Individuen eine Seltenheit. Schwärme, die mehr als 2.500 Individuen umfassen, werden nicht mehr beobachtet. Er weist auch auf Studien hin, die eine unterschiedliche Reproduktionsrate von Brutpaaren in weitgehend unberührten Lebensräumen und solchen, die in inselartigen Eukalyptuswäldern in landwirtschaftlich genutzten Regionen brüten. Erstere haben eine Reproduktionsrate von 0,6 Jungvögeln pro Jahr und Paar. Letztere dagegen nur von 0,3 Jungvögeln. Als Ursache sieht er vor allem das deutlich schlechtere Nahrungsangebot.
Die Eingriffe des Menschen in den Lebensraum von Weißschwanz-Rabenkakadus haben die Ausbreitung des Rosakakadus und des Nacktaugenkakadus dagegen gefördert. Beide Arten konkurrieren mit Weißschwanz-Rabenkakadu um Nisthöhlen, obwohl sie deutlich kleiner sind.

## Fortpflanzung

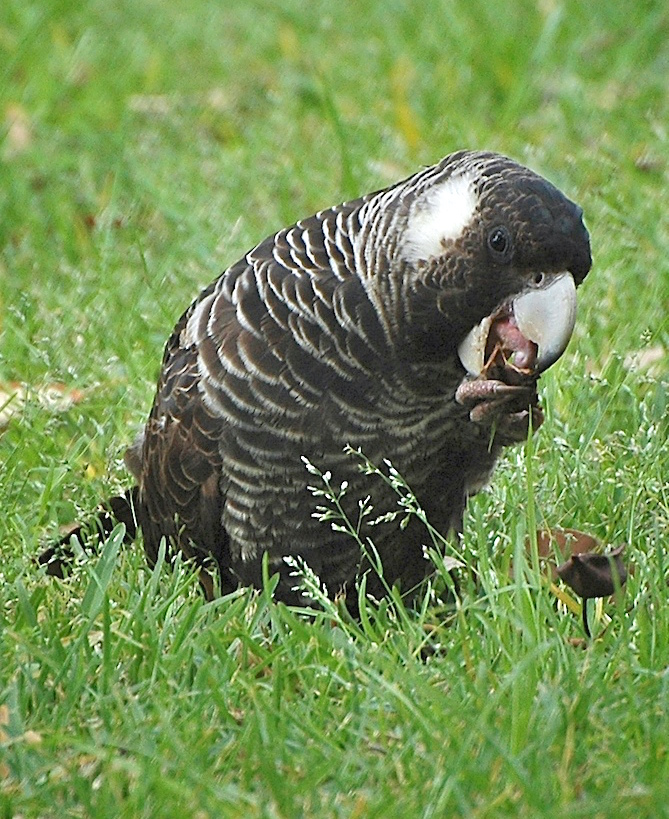
Weißschwanz-Rabenkakadu beim Fressen

Weißschwanz-Rabenkakadus leben außerhalb der Fortpflanzungszeit in großen Schwärmen. Auch während der Fortpflanzungszeit kann man sie in Schwärmen beobachten, die in dieser Zeit jedoch deutlich kleiner sind. Paare entfernen sich jedoch auch in Schwärmen nie weit voneinander. Die Paarbindung gilt als eng und langfristig. Verpaarte Männchen sind lediglich während der Zeit, in der die Weibchen brüten oder die Jungen hudern, alleine zu beobachten.
Das Balzrepertoire von Weißschwanz-Rabenkakadus ist nicht sehr groß. Auffällig ist das Imponieren des Männchens. Dabei schreitet er mit gesträubter Haube und aufgefächerten Steuerfedern in angespannter Körperhaltung auf das Weibchen zu und verbeugt sich dann vor ihr. Der Beginn der Fortpflanzungszeit fällt in die Monate Juli bis September. Paare, die ihr Brutgebiet verlassen hatten und zu diesem Zeitpunkt zurückkehren, beginnen unmittelbar nach Rückkehr mit der Wahl einer Bruthöhle. Zu Auseinandersetzungen mit Artgenossen kommt es nur bei der Konkurrenz um Bruthöhlen. Dabei kommt es gelegentlich zu kurzen Kämpfen.
Weißschwanz-Rabenkakadus legen ihre Nisthöhlen in abgestorbenen und lebenden Eucalyptus-Bäumen an. Sie nutzen dabei jede Eucalyptus-Art, präferieren aber gewöhnlich die jeweils vorherrschende Art. Das Gelege besteht aus einem bis zwei Eier. Der Legeabstand zwischen den beiden Eiern beträgt im Mittel acht Tage. In der Regel wird auch in Gelegen mit zwei Eiern nur ein Nestling groß. Der kleinere und schwächere Nestling wird meist so von den Elternvögeln vernachlässigt, dass er innerhalb kurzer Zeit stirbt. Bei einer Untersuchung von 222 Nestern mit zwei Eiern wurden nur in acht Fällen beide Nestlinge großgezogen.
Die Eier werden allein vom Weibchen bebrütet. Die Brutdauer beträgt 29 Tage. Junge Weißschwanz-Rabenkakadus verlassen meist nach 80 Tagen die Bruthöhle. Sie sind mit etwa 7 Monaten selbständig, bilden aber meist bis zur nächsten Brutsaison eine engere Familiengruppe mit den Elternvögeln.

## Nahrung
Während der Fortpflanzungszeit nutzen Weißschwanz-Rabenkakadus überwiegend einheimische Pflanzen als Nahrungsquelle. Silberbaumgewächse sind in dieser Zeit ihre wichtigste Nahrungsquelle. Sie fressen außerdem Reiherschnäbel, die auf Weiden, an Straßenrändern und Schienenwegen wachsen. Außerhalb der Fortpflanzungszeit suchen sie häufig auch in Kieferplantagen und gelegentlich auch in Mandelplantagen nach Nahrung. Weizenfelder werden von ihnen nicht als Nahrungsquelle genutzt.

## Weißschwanz-Rabenkakadus und Mensch
Australien untersagt den Export von wildlebenden Tieren in andere Länder. Weißschwanz-Rabenkakadus sind deshalb außerhalb Australiens sehr seltene Pfleglinge. Auch in Australien werden sie verhältnismäßig selten gehalten. Ihre Zucht gelingt mittlerweile regelmäßig und in Australien gibt es ein Erhaltungsprogramm, bei dem das zweite Ei beziehungsweise der zweite Jungvögel unter strengen Auflagen den Nestern entnommen und Haltern übergeben werden, die mit diesen Vögeln eine Volierenpopulation aufbauen. Diese Kakaduart ist anspruchsvoll in der Haltung und benötigt sehr große Volieren.

## Belege